# S/2003 J 10
S/2003 J 10 és un satèl·lit natural retrògrad irregular del planeta Júpiter. Fou descobert l'any 2003 per un equip de la Universitat de Hawaii liderat per Scott Sheppard.

## Característiques
S/2003 J 10 té un diàmetre d'uns 2 quilòmetres, i orbita Júpiter a una distància mitjana de 22,731 milions de km en 700,129 dies, a una inclinació de 164 º a l'eclíptica (166° a l'equador de Júpiter), en una direcció retrògrada i amb una excentricitat de 0.3438.
Podria pertànyer al grup de Carme, compost pels satèl·lits irregulars retrògrads de Júpiter en òrbites entre els 23 i 24 milions de km i en una inclinació d'uns 165 °.

## Denominació
S/2003 J 10 fou descobert per l'equip de Shepard el 6 de febrer de 2003 i la descoberta fou anunciada el 7 de març del mateix any. Com que la seva òrbita no ha estat confirmada, encara conserva la seva designació provisional que indica que fou el desè satèl·lit descobert al voltant de Júpiter l'any 2003.